# 金剛山青年駅
金剛山青年駅（クムガンサンチョンニョンえき）は、朝鮮民主主義人民共和国（北朝鮮）江原道高城郡に位置する朝鮮民主主義人民共和国鉄道省金剛山青年線の駅である。

## 駅構造
1面1線のホームと側線を数本を持つ。2007年に韓国との南北直通列車の運転を行ったこともある。

## 歴史
- 1932年9月16日：東海北部線開通に伴い外金剛駅として開業[1]。
- 1950年：朝鮮戦争により廃止。
- 1996年：金剛山青年線の開業により金剛山青年駅として営業再開。